# 趙建極
趙建極（1594年5月23日—1644年），字住同，號松閱，河南永寧縣（今河南省洛寧縣）人。明朝政治人物，萬曆己未進士。崇禎末官至山西布政使。李自成破太原後，不屈被殺。

## 生平
萬曆四十六年（1618年）戊午科鄉試第64名舉人，萬曆四十七年己未科易一房會試中式第320名，殿試三甲62名進士，吏部觀政，同年授濬縣知縣，天啟五年乙丑考選授戶部陝西司主事，七年丁卯改雲南司管京糧所，崇禎三年庚午陝西典試，四年辛未升廣東司員外，升山西司郎中，改江西司郎中，升山東沂州兵備道副使，六年癸酉升陝西參政，丁憂、山东按察使，調山西左布政使。
崇禎十七年（1644年）正月，李自成農民軍勢如破竹，逼近太原。趙建極隨巡撫蔡懋德等守城。二月八日，城破，蔡懋德自縊。趙建極端坐公堂，被敵軍押至李自成處，不屈，將被斬。趙建極道：「臣失守封疆，死有餘罪。」自成以為其呼自己，建極瞋目道：「我呼大明皇帝，寧呼賊耶！」隨即被射殺。副使毛文炳、僉事畢拱辰同死。

## 事跡
趙建極任濬縣知縣時，曾在縣城四門外石橋處各立石牌坊一座：
- 南門外：“濬城古治”坊
- 北門外：“河朔名封”坊
- 西門外：“卫水环清”坊
- 東門外：“伾山耸翠”坊